# ポオトデリカトオカツ
株式会社ポオトデリカトオカツ（PORT DELICA TOKATSU CO.,LTD.）は、兵庫県神戸市に本社を置く日本の食品会社である。

## 概要
主に、おにぎりや惣菜の製造販売を行っている。主な納入先はファミリーマートである。

## 沿革
- 1995年 - 横浜市に本社を置くトオカツフーズ株式会社の100％子会社として 兵庫県神戸市東灘区にて設立（資本金1000万円）。
- 1996年 - 神戸センターを新設する。
- 1999年 - 東大阪工場、東大阪センターを新設する。
- 2002年 - 鳥栖工場、鳥栖センターを新設する。
- 2003年 - 資本金を9000万円に増資する。
- 2004年 - 神戸第二工場を稼動する。
- 2008年 - 株式会社ポートシェフ（資本金3000万円）を設立する。
- 2010年 - 株式会社ポートシェフを吸収合併。東灘工場とする。
- 2015年 - 神戸東灘工場を新設する。

## 不祥事

### 不適正表示
「コシヒカリ一等米使用」と表示しているにもかかわらず、他品種が混入したものを製造・販売していた。対象商品は「おむすび 金芽米 鮭ハラス」のほか62商品で、その数は2,495,261個にも及ぶ。近畿農政局、九州農政局、独立行政法人農林水産消費安全技術センターは2011年10月19日から11月19日まで立入検査を実施し、行政指導を行った。